# Krönikan
Krönikan (danska: Krøniken) är en dansk dramaserie från 2004-2007 med manus av Stig Thorsboe och Hanna Lundblad. För regin i den första säsongen stod Charlotte Sieling, förutom det nionde avsnittet som regisserades av Henrik Ruben Genz. För några av avsnitten i den andra och tredje säsongen engagerades olika gästregissörer. Serien har producerats av Danmarks Radio i samarbete med Sveriges Television, Norsk Rikskringkasting och isländska Ríkísútvarpið.
Krönikans första säsong med tio avsnitt började sändas i januari 2004 på DR1 och blev en mycket stor succé i Danmark. Många söndagskvällar såg ungefär halva den danska befolkningen serien; det sista avsnittet i den första säsongen sågs av 2 717 000, vilket är den högsta tittarsiffran som har uppmätts för något program sedan mätningarna inleddes 1992. I Sveriges började serien visas på SVT1 den 30 september 2004. Det första avsnittet sågs av 1 160 000 svenskar, enligt MMS.
Den andra säsongen av serien med fem avsnitt sändes i DR1 våren 2005. Den tredje, även den med fem avsnitt, visades våren 2006. En sista säsong, med två avslutande avsnitt, visades i DR1 vid jul-nyår 2006-07 och i SVT2 under januari 2007. Under 2021 och 2022 sändes hela serien på Axess Television.
Krönikan är liksom Matador uppbyggd kring ett fiktivt persongalleri, som agerar mot en historiskt korrekt bakgrund, med verkliga personer och händelser. 

## Handling
Serien följer fyra personers liv mellan 1949 och 1974, Ida, Palle, Søs och Erik.

## Rollista i urval

### Huvudpersoner
- Ida Nørregaard (Anne Louise Hassing), född 1929, näst äldst och enda flicka i en syskonskara på fem. Får stipendium för att åka till Köpenhamn och studera.
- Erik Nielsen (Ken Vedsegaard), 1929-1962, försöker övertyga sin far Kaj som äger en radiofabrik om att television är framtiden. Hans far gillar ofta inte hans idéer, medan hans mor Karin ofta tar Eriks parti.
- Palle From (Anders W. Berthelsen), född 1927, enda barnet i sin familj, läser ekonomi på universitetet.
- Søs Nielsen (Maibritt Saerens), född 1930, Eriks syster, arbetar som kontorist på radiofabriken.

### Familjemedlemmar
Andra karaktärer är:
- Waage Sandø - Kaj Holger Nielsen, direktör, äger radiofabriken Bella, far till Erik och Søs
- Stina Ekblad - Karin Nielsen, gift med Kaj Holger, mor till Erik och Søs
- Pernille Højmark - Karen Jensen
- Dick Kaysø - Børge From
- Asger Reher - Anders Nørregaard
- Bodil Jørgensen - Astrid Nørregaard

### Bipersoner
- Anette Støvelbæk - Fröken Toft
- Klaus Bondam - Arne Dupont
- Lone Hertz - Klara Madsen
- Charlotte Christie - Ruth
- Peter Hesse Overgaard - Ingenjör Funder
- Malene H. Pedersen - Emma (Del 1-8)

Gladis H. Frendø - Emma (Del 9-10)
- Lai Yde Holgaard - Per Cedergren
- Christian Mosbæk - Kjeldsen
- Michael Hasselflug - Blomkvist, personalchef på radiofabriken Bella
- Lars Ranthe - Mogens
- Gerard Bistrup - Ditlev
- Lærke W. Andersen - Lise
- Jesper Christensen - Ingenjör Meyer
- Lars Mikkelsen - Jens Otto Krag
- Finn Nielsen - Vang
- Preben Harris - Rektor
- Nicolas Bro - Overtjener Hansen
- Bodil Lassen - Vera
- Mogens Rex - Ingenjör Petersen
- Peter Gantzler - Viggo Valentin
- Jens Albinus - Statsradiofoniens reporter
- Ida Dwinger - Lily Thomsen
- Henning Jensen - Gabriel Holm
- Peter Schrøder - Otto Schøler
- Henrik Kofoed - Johansen, radioförsäljare
- Max Hansen jr (född 1954) - Herr Langballe
- Jeanne Boel - Fru Langballe
- Ditte Gråbøl - Jytte Strømberg
- Thomas Levin - Henrik Dahlin
- Torben Jensen - Abortläkaren
- Henrik Birk - Lisberg
- Lars Kaalund - Aage Haslund
- Birthe Neumann - Fru Jürgensen
- Henning Moritzen - Stokmand
- Mads M. Nielsen - Thomas Skade-Poulsen
- Lotte Bergstrøm - Eva
- Signe Manov - Metha
- John Martinus - Birk
- Lene Maimu - Fröken Nystrøm
- Birgit Conradi - Barnhemsföreståndarinna
- Kim Veisgaard - Kontorchef Mørk
- Bolette Schrøder - Bitten
- Martin Hestbæk - Knud Aage
- Simon Rosenbaum - Guldsmeden
- John Hahn-Petersen - Direktör Berg
- Thomas Mørk - Redaktör Sander
- Joen Højerslev - Brandt, författare
- Kenneth Milldoff - Morbror Bertil, Karin Nielsens bror från Stockholm.
- Jarl Forsman - Landsretssakföraren
- Andreas Berg Nielsen - Kurt
- Finn Nielsen - Direktör Vang
- Ole Thestrup - Aksel Frederiksen
- Bjarne Henriksen - Troels Jansen
- Jacob Haugaard - Knudsen
- Hanne Windfeld - Herta
- Nis Bank-Mikkelsen - Seedorf
- Steen Stig Lommer - Volmer Sørensen
- Frida Hallgren - Lisa